# Kidero
Kidero nebo Kidiro, historicky Kadar (k-d-r) je obec a administrativní centrum okresu Cunta v Dagestánské republice Ruské federace.

## Charakteristika obce
Obec leží ve výšce 1870 m n. m. v údolí Kidero v okresu Cunta, které obklopují horské hřebeny Kalach a Kutchijangori. Obcí protéká stejnojmenná horská řeka Kidero.
S obcemi Zechida, Cunta a Gutatli tvoří vesnický okres Kidero táhnoucí se 5 kilometrů údolím. Počet obyvatel vesnického okresu Kidero se pohybuje okolo 2000 lidí. Přesný počet není možné zjistit. Více než polovinu obyvatel tvoří děti, které kvůli obtížné dostupnosti regionu se registrují až v dospělosti a zkreslují tím statistiky. Populace v produktivním věku migruje za prací do nížin. Počet obyvatel samotné obce Kidero se pohybuje mezi 600-800 obyvateli. Z národnostního (etnického) hlediska tvoří převážnou většinu obyvatel Cezové.
V obci je ambulantní klinika a sportovní hala. Dostupnost obce je komplikovaná kvůli vysokohorským podmínkám v zimních měsících a častým sesuvům půdy v letních měsících. Do obce nejezdí autobus ani vlak. Z Machačkaly je obec dostupná vrtulníkem nebo autem (taxíkem, maršrutkou). Z Gruzie obec není dostupná.
Po rozdělení okresu Cunta na dvě části po rozpadu Sovětského svazu v roce 1992 získala obec statut administrativního centra okresu.
Nedaleko Kidera je ruina původní strážní (obranné) věže a historický hřbitov v lokalitě Aril 2,5 km jihovýchodně od obce. V obci je několik památníků, k významným budovám patří místní mešita s minaretem.